# Liliana Lidia Ruvira
Liliana Lidia Ruvira (Ciudad de Mendoza (Argentina) es una soprano lírica con coloratura, de nacionalidad argentina-italiana, formada en Argentina, de reconocidas actuaciones en Mendoza (Teatro Independencia) y en el extranjero, entre 1985 y 2011.[cita requerida]
Como soprano lírica se ha destacado representando el papel de
Mimí, en La Bohème,
en El hijo pródigo (de Claude Debussy),
Violetta, en La traviata (de Verdi) y
Pamina, en La flauta mágica (de Mozart).[cita requerida]
Como soprano lírica con coloratura ha actuado en los papeles de
la Reina de la Noche, de La flauta mágica (de Mozart),
Gilda en Rigoletto (de Giuseppe Verdi),
en los tres papeles femeninos de Los cuentos de Hoffmann, y
el Fuego y el Ruiseñor, en El niño y los sortilegios (de Maurice Ravel).[cita requerida]
En 2011 representó a Miss Lucía en Lucía de Lammermoor), de Gaetano Donizetti, en el Teatro Independencia, de Mendoza.[cita requerida]

## Biografía
Estudió canto con la profesora Franca Cavalieri de Biava y con el profesor Francisco Ortega.
Estudió en la Escuela Superior de Música de la Universidad Nacional de Cuyo, con la profesora Ruth Buragina de Acevedo, continuadora de la escuela de canto de la reconocida Franca Cavalieri de Biava.[cita requerida]
En 1977 obtuvo el segundo puesto en el Concurso Nacional de Cantantes Líricos, organizado por el Teatro Colón de Buenos Aires.
Utiliza la técnica aperto ma coperto, en toda su extensión vocal, aun en los sobreagudos. De esta manera su registro es parejo desde la zona grave hasta los sobre agudos, utilizando los armónicos agudos, medios y graves simultáneamente, lo que da uniformidad a su voz y permite que sus agudos mantengan la potencia, el color y la habilidad para filarlos.
Su voz es ideal para desempeñar los papeles que requieran amplitud de registro, desde las óperas verdianas hasta las francesas y alemanas.
- Finalista sudamericana del Concurso Mundial Luciano Pavarotti.
- Ganadora del premio Diario Los Andes a la mejor cantante lírica de Mendoza.
- Asumió papeles protagónicos en las óperas:
  - La flauta mágica, de W. A. Mozart (en los papeles de Papagena, Pamina y La Reina de la Noche),
  - La traviata, de G. Verdi (como Violetta), Rigoletto de Verdi (en el papel de Gilda),
  - La bohème, de Giacomo Puccini (en los papeles de Mimí y Mussetta).
  - Madama Butterfly, de Giacomo Puccini (en el papel de Butterfly),
  - Dido y Eneas, de Purcel (en el papel de Belinda), Carmen, de Georges Bizet (en el papel de Micaela y Frasquita),
  - L’enfant prodige (El hijo pródigo), de Claude Debussy (en el papel de Lía),
  - El niño y los sortilegios, de Maurice Ravel (en los papeles del Fuego y el Ruiseñor).
- Fue protagonista en las operetas
  - El murciélago, de Richard Strauss (en el papel de Rosalinde),
  - La viuda alegre, de Franz Lehar (en el papel de Valencienne),
  - El conde de Luxemburgo, de Franz Lehar (en el papel de Ángela Didier),
  - Exsultate jubilate, motete de Wolfgang Amadeus Mozart.
- Fue solista protagónica de la Cantata n.º 51, de Johann Sebastian Bach.
- Fue solista protagónica en Cármina burana, de Karl Orff.
- Fue solista protagónica en la Novena Sinfonía de Ludwig van Beethoven.
- Fue solista protagónica en la Misa en do menor de Wolfgang Amadeus Mozart.
- Fue solista protagónica en El Romance de Don Bueso, de Eduardo Grau.
- Estrenó en Argentina la obra para canto y piano: El Cristo de la pampa, de Eduardo Grau.

Actuó bajo la batuta de los reconocidos directores,
Charlotte Schuijt,
Ligia Amadio,
Carlos W. Barraquero,
Jorge Fontenla,
C. del Pino Klinge,
G. Scarabino,
N. Rauss,
S. Ruesch,
N. Rauss y
P. Herrero Pondal.
- Realizó cursos de perfeccionamiento en interpretación de música de cámara y ópera mozartiana con el maestro Fernando Lara, y de lied alemán con el maestro Wilhelm Opitz.
- Seleccionada por la Fundación Saraspe para realizar un curso perfeccionamiento en ópera, con el maestro Franco Iglesias (profesor del tenor Plácido Domingo), en la provincia de Tucumán. En dicha ocasión ganó una beca de dicha fundación para realizar un curso intensivo con el maestro Franco Iglesias, en Portland (Oregón). Durante el mencionado curso se presentó en conciertos y óperas a la italiana, como
  - La Bohème (en el papel de Mimí),
  - Carmen (en el papel de Micaela),
  - Los cuentos de Hoffmann (en el papel de Olimpia), y
  - La flauta mágica (en los papeles de Pamina y Reina de la Noche).
- En 2009 ganó el concurso abierto para interpretar Madama Butterfly, de Giacomo Puccini, en la provincia de Mendoza, en el papel de Butterfly, ópera que no se realizó por razones presupuestarias.
- En 2011 presentó, en el Teatro Independencia de Mendoza, la ópera de Gaetano Donizetti, Lucía de Lammermoor, en el papel de Miss Lucía, con la Orquesta Filarmónica de Mendoza, bajo la batuta de la celebrada Maestra Ligia Amadio. La puesta mereció elogiosas críticas en los medios locales y recibió plácemes de especialistas en espectáculos del exterior.

Entre sus actividades también figura su dedicación a impartir clases máster a alumnos avanzados y egresados de la carrera de canto de la Universidad Nacional de Cuyo.

## Vida privada
Casada con el doctor Alejandro Avendaño, médico especialista en cirugía general y videolaparoscopia.

## Videos
- "Regnaba nel silenzio", con Liliana Ruvira.
- Dúo Lucía y Enrico, con Liliana Ruvira.
- Sexteto, con Liliana Ruvira.
- Dúo de Lucía y Raimondo, con Liliana Ruvira.
- "Spargi d'amaro pianto", con Liliana Ruvira.
- "Il Dolce Suono", con Liliana Ruvira.
- "Ardon gl' incensi", con Liliana Ruvira.
- "La escena de la locura, en la ópera Lucía de Lammermoor, con Liliana Ruvira.